# جيري بيكر (لاعب كرة قدم بريطاني)
جيري بيكر (بالإنجليزية: Gerry Baker)‏ (22 أبريل 1939 في المملكة المتحدة - ) هو لاعب كرة قدم بريطاني في مركزي الدفاع والظهير. لعب مع نادي كينغز لين ونادي برادفورد بارك أفنيو.